# 8月30日
8月30日是阳历年的第242天（闰年是243天），离一年的结束还有123天。

## 大事记

### 19世纪以前
- 70年：第一次猶太–羅馬戰爭：提圖斯率領的羅馬軍隊在圍攻耶路撒冷期間放火燒毀第二聖殿。
- 1282年：阿拉貢的佩德羅三世開始介入西西里晚禱戰爭，並在特拉帕尼登陸。
- 1363年：為期五週的鄱陽湖之戰開打，陳友諒的漢軍與朱元璋的明軍兩支元末反抗軍在鄱陽湖交戰。
- 1464年：教宗恩仁四世之侄伯多祿·巴爾博當選為第211任教宗，稱號保祿二世。
- 1574年：拉姆·達斯·索迪成為錫克教第四代古魯，即為錫克教的精神大師。
- 1590年：德川家康正式進入江戶城，江戶城從此成為歷代德川將軍的居城。
- 1727年：大不列顛王國和愛爾蘭王國漢諾威王朝國王喬治二世封最年長的女兒安妮為長公主。

### 19世紀
- 1835年：欧洲殖民者在澳洲东南部雅拉河北岸登陆，开始建立新城市墨尔本。
- 1850年：檀香山建城。
- 1882年：大日本帝國與朝鮮國於濟物浦（今仁川）簽訂《濟物浦條約》，大日本帝國取得在朝鮮國的駐兵權。

### 20世紀
- 1909年：古生物學家查尔斯·都利特·沃尔科特於加拿大英屬哥倫比亞境內的落磯山脈中發現伯吉斯頁岩
- 1914年：第一次世界大战：俄國军队在坦能堡战役中被德国击败。
- 1918年：苏维埃俄国领导人弗拉基米尔·列宁遭遇范妮·卡普兰刺杀未遂，引发针对反对势力的镇压。
- 1940年：第二次世界大战：第二次維也納仲裁裁決，納粹德國和義大利決定將羅馬尼亞的北特蘭西瓦尼亞割讓予匈牙利。
- 1941年：第二次世界大战：納粹德國軍向蘇聯列寧格勒步步進迫，列寧格勒圍城戰打響。
- 1942年：第二次世界大战：指揮德軍於西部沙漠作戰的埃爾溫·隆美爾發起長距離的攻勢，計畫攻打駐守於埃及阿萊曼的英軍。
- 1945年：夏愨率領的英國皇家海軍特遣艦隊自馬尼拉抵達香港，結束香港日占時期。
- 1945年：道格拉斯·麦克阿瑟抵达日本，盟军开始占领日本。
- 1951年：美菲联防条约在华盛顿特区签署。
- 1956年：連接紐奧良和曼德韋爾的龐恰特雷恩湖橋正式啟用。
- 1959年：南越反對派人士潘光旦當選國會議員，儘管士兵多次乘車前往投票給總統吳廷琰的候選人。
- 1963年：冷战：在美国总统和苏联共产党中央委员会第一书记之间架设的美俄热线开始投入使用。
- 1983年：美国挑战者号太空梭完成首此夜里发射。
- 1984年：美国国家航空航天局太空梭发现号在甘迺迪太空中心首次升空，执行STS-41-D任务。
- 1990年：鞑靼斯坦宣布脱离俄羅斯蘇維埃聯邦社會主義共和國。
- 1991年：亞塞拜然蘇維埃社會主義共和國宣布脫離苏联独立，改國號為亞塞拜然共和國。
- 1992年：德国赛车车手麦可·舒马克在比利时大奖赛夺得冠军，这也是他于一级方程式赛车上赢得的第一座分站冠军。
- 1995年：波士尼亞戰爭期間，北大西洋公約組織部隊針對位於波士尼亞與赫塞哥維納的塞族共和國部隊發起轟炸行動。
- 1999年：东帝汶在联合国主持下就独立问题举行独立公投，最终决定从印度尼西亚独立。

### 21世紀
- 2007年：一架重型轟炸機無意中裝載了核導彈，並將它們從北達科他州飛到路易斯安那州才被發現。
- 2009年：第45屆日本眾議院議員總選舉舉行，民主黨成功獲得超過半數的眾議院議席，將取代自由民主黨上台執政，而其黨代表鳩山由紀夫將出任首相。
- 2014年：賴索托王國爆發軍事政變，軍隊包圍了位在馬塞盧的警察總部大樓及首相官邸，進而導致首相湯姆·塔巴內出逃南非。
- 2015年：敘利亞人權瞭望台組織指出位在帕米拉的貝爾廟遭伊斯蘭國以炸藥摧毀。
- 2016年：中華人民共和國駐吉爾吉斯斯坦大使館門前發生汽車炸彈襲擊，至少1人喪生，3人受傷。
- 2017年：突破聆聽計劃的研究人員宣佈，他們從位於距離地球約30億光年外矮星系中的FRB 121102探測到15個新的強大快速電波爆發。
- 2020年：音樂錄影帶大獎在美國紐約舉行，Lady Gaga憑藉5項大獎成為最大贏家，並獲得首個「三棲藝人」大獎。
- 2022年：苏联最后一任领导人戈尔巴乔夫去世。

## 出生
- 1334年：佩德羅一世，卡斯蒂利亞王國國王（1369年逝世）
- 1377年：沙哈鲁，帖木兒帝國皇帝（1447年逝世）
- 1569年：賈漢吉爾，蒙兀兒帝國皇帝（1627年逝世）
- 1748年：雅克-路易·大卫，法國画家（1825年逝世）
- 1785年：林则徐，清朝后期著名政治家、思想家、詩人（1850年逝世）
- 1797年：玛丽·雪莱，英國作家（1851年逝世）
- 1811年：泰奧菲爾·哥提耶，法國詩人、小說家、戲劇家、文藝批評家（1872年逝世）
- 1852年：雅各布斯·亨里克斯·凡特荷夫，荷兰化学家，1901年諾貝爾化學獎得主（1911年逝世）
- 1856年：卡爾·龍格，德國數學家、物理學家、光譜學家（1927年逝世）
- 1860年：伊萨克·伊里奇·列维坦，俄羅斯風景畫家（1900年逝世）
- 1870年：亞歷山德拉·格奧爾吉耶芙娜，俄羅斯大公夫人、希腊公主（1891年逝世）
- 1871年：國木田獨步，日本作家（1908年逝世）
- 1871年：欧内斯特·卢瑟福，英國物理学家（1937年逝世）
- 1884年：特奥多尔·斯韦德贝里，瑞典化学家（1971年逝世）
- 1893年：休伊·皮尔斯·朗，美國政治人物，前任路易斯安那州州長及聯邦參議員（1935年逝世）
- 1896年：溥心畬，中國畫家（1963年逝世）
- 1900年：張聞天，中國共产党領導人（1976年逝世）
- 1906年：奧爾加·陶斯基-托德，捷克裔美國數學家（1995年逝世）
- 1907年：約翰·莫奇利，美國物理學家（1980年逝世）
- 1912年：爱德华·珀塞尔，美國物理学家（1997年逝世）
- 1912年：南希·韋克，英國間諜（2011年逝世）
- 1913年：理查德·史東，英國經濟學家，1984年諾貝爾經濟學獎得主（1991年逝世）
- 1914年：皮定均，中國人民解放军中将。（1976年逝世）
- 1917年：丹尼士·希利，英國工黨政治家，曾任國防大臣及財政大臣等職（2015年逝世）
- 1918年：泰德·威廉斯，美國職棒大聯盟球員，打擊率高達0.406（2002年逝世）
- 1922年：雷珍納·雷瑟尼克，美國女中音歌劇唱家、演員（2013年逝世）
- 1925年：方化，中國男演員（1994年逝世）
- 1929年：程抱一，華裔法國作家、詩人、書法家
- 1930年：崔貞敏：韓國足球運動員（1983年逝世）
- 1930年：沃伦·巴菲特，美國投資家
- 1931年：杰克·斯威格特，美國太空人，以成功帶回阿波羅13號聞名（1982年逝世）
- 1935年：席薇亞·厄爾，美國海洋生物學家、探險家、作家、演說家
- 1937年：林建名，香港企業家（2021年逝世）
- 1946年：安妮-玛丽瑪麗，希腊王后
- 1948年：井上陽水，日本作詞家、作曲家、歌手
- 1948年：劉易·布萊克，美國喜劇演員、作家
- 1951年：格迪米納斯·基爾基拉斯，立陶宛政治人物，第13任立陶宛總理（2024年逝世）
- 1953年：羅伯特·帕里什，美國职业篮球運動員
- 1954年：亚历山大·卢卡申科，白俄羅斯政治人物，現任白俄罗斯总统
- 1954年：盖伊·川崎，美國市場行銷專家、作家、矽谷風險投資家，蘋果公司最早的員工之一
- 1954年：托尼·文西奎拉，美國電影高階主管，現任索尼影視娛樂董事長兼執行長
- 1958年：安娜·波利特科夫斯卡娅，俄羅斯記者（2006年逝世）
- 1958年：于荣光，中國男演員、編剧
- 1960年：哈桑·纳斯鲁拉，黎巴嫩真主黨總書記（2024年逝世）
- 1961年：所十三，日本漫畫家
- 1963年：馬克·史壯，英國演員
- 1966年：羽海野千花，日本女性漫畫家
- 1967年：陳流光，越南政治人物，現任越南副總理
- 1970年：光良，馬來西亞歌手
- 1970年：保罗·索萨，葡萄牙足球運動員
- 1971年：河下水希，日本女性漫畫家
- 1972年：卡麥蓉·狄亞，美國演員
- 1972年：帕维尔·内德维德，捷克足球選手
- 1977年：楊卓娜，香港女演員
- 1977年：肖恩·亚历山大，美式足球員
- 1978年：克里夫·李，美國職棒大聯盟先發投手
- 1979年：楊茜堯，香港女演員
- 1979年：周麗淇，香港女演員
- 1979年：姜培琳，中國首席名模
- 1979年：劉敏，中國女演員
- 1981年：亞當·溫賴特，美國職業棒球運動員
- 1982年：吳青峰，臺灣歌手，樂團蘇打綠主唱
- 1982年：楊祐寧，台灣演員
- 1982年：米澤圓，日本女性聲優
- 1982年：安迪·罗迪克，美國网球運動員
- 1983年：松本潤，日本藝人
- 1983年：苏塞·马斯拉，乍得总理
- 1984年：阿穆隆，中國歌手
- 1985年：埃蒙·沙利文，澳洲男子游泳運動員
- 1985年：許仁傑，台灣歌手、演員
- 1986年：葉中月，香港女子組合Robynn & Kendy成員
- 1987年：葉瑋庭，台灣歌手
- 1988年：張瑋，中國男歌手
- 1988年：厄內斯特·古爾比斯，拉脫維亞网球運動員
- 1989年：谈莉娜，中國女歌手
- 1989年：碧碧·雷克薩，美國女歌手
- 1990年：魏妙如，新加坡女歌手
- 1994年：許英智，韓國女子偶像團體Kara成員
- 1994年：權昭賢，韓國女子偶像團體4minute成員
- 1995年：陳德全，中國男子短道速滑運動員
- 1996年：米卡爾·布里吉斯，美國職業籃球運動員
- 1997年：蔣申，中國女藝人
- 1999年：安佑鎮，韓國職業棒球選手
- 2004年：金奎彬，韓國男子偶像團體ZB1成員
- 2007年：西矢椛，日本女子滑板運動員
- 生年不詳：荻野葉月，日本女性聲優

## 逝世
- 526年：狄奥多里克大帝，東哥德王國国王（454年出生）
- 683年：巴加尔大帝，玛雅文明古典时期帕伦克城邦君主（603年出生）
- 832年：崔群，唐朝中书侍郎（772年出生）
- 1181年：教宗亞歷山大三世，羅馬主教（約1105年出生）
- 1329年：元明宗和世琜，元朝皇帝（1300年出生）
- 1428年：稱光天皇，日本第101代天皇（1401年出生）
- 1483年：路易十一，法蘭西國王（1423年出生）
- 1619年：岛津义弘，日本大名（1535年出生）
- 1774年：弗朗西斯·贝利，英國天文學家（1844年逝世）
- 1922年：威廉·愛德華·德·溫頓，英國動物學家（1856年逝世）
- 1928年：法蘭茲·馮·史杜克，德國畫家、雕塑家、版畫家、建築師（1863年出生）
- 1928年：威廉·维恩，德国物理学家（1864年出生）
- 1929年：杨殷，中国共产党早期领导人（1892年出生）
- 1929年：彭湃，中国现代农民运动领袖，在上海龍華就义（1896年出生）
- 1935年：亨利·巴比塞，法国作家（1873年出生）
- 1940年：约瑟夫·汤姆孙，英国物理学家，电子的发现者（1856年出生）
- 1946年：康斯坦丁·羅扎耶夫斯基，俄羅斯政治人物，俄羅斯法西斯黨領導人（1907年出生）
- 1981年：穆罕默德·阿里·拉贾伊，伊朗政治人物，第2任伊朗总统（1933年出生）
- 1990年：钱穆，中国史学家（1895年出生）
- 2004年：弗雷德·惠普尔，美国天文学家，彗星研究的先驱者之一（1906年出生）
- 2005年：亨德里克耶·范·安德爾-席佩爾，荷蘭超級人瑞（1890年出生）
- 2005年：傅彪，中国演员（1965年出生）
- 2006年：纳吉布·马哈富兹，埃及小說家，1988年諾貝爾文學獎得主（1911年出生）
- 2013年：谢默斯·希尼，爱尔兰作家、诗人，1995年诺贝尔文学奖得主（1939年出生)
- 2015年：奧利佛·薩克斯，英國神經學家（1933年出生)
- 2016年：马克·吕布，法国摄影师（1923年出生）
- 2021年：王光輝，台灣棒球選手（1964年出生）
- 2022年：米哈伊尔·戈尔巴乔夫，蘇聯政治家，唯一一任蘇聯總統，1990年諾貝爾和平獎得主（1931年出生）
- 2023年：穆罕默德·法耶兹，埃及富商（1929年出生）
- 2024年：達妮埃拉·霍德羅娃，捷克作家、文學學者（1946年出生）
- 2024年：圖伊提亞·帕基，紐西蘭毛利王（1955年出生）

## 节假日和习俗
- 國際失蹤者日
- 國際鯨鯊日[1]
- ：宪法日（英语：Constitution Day (Kazakhstan)）
- 秘魯：利马的罗斯日
- ：宪法日
- 东帝汶：人民咨询日
- 土耳其：胜利日（英语：Victory Day (Turkey)）
- 英屬香港：香港重光紀念日